# پالما دی مونته‌کیارو
پالما دی مونته‌کیارو (به ایتالیایی: Palma di Montechiaro) یک کومونه در ایتالیا است که در استان آگریجنتو واقع شده‌است.

## خصوصیات
پالما دی مونته‌کیارو ۷۶ کیلومترمربع مساحت و ۲۳٬۹۲۷ نفر جمعیت دارد و ۱۶۵ متر بالاتر از سطح دریا واقع شده‌است.